# Daniel Aaron
Daniel Aaron, född 4 augusti 1912 i Chicago, död 30 april 2016 i Cambridge, var en amerikansk författare och historiker som hjälpte till att grunda Library of America. Aaron var professor i engelska och amerikansk litteratur vid Harvard University.

## Utbildning
Daniel Baruch Aaron, son till judiska immigranter från Ryssland, var född 1912. Aaron tog examen vid University of Michigan, och senare gick han vidare på avancerad nivå vid Harvard University. År 1937 blev den förste att ta en examen i "American Civilization" från Harvard University.

## Karriär

### Författarskap
Aaron publicerade sin första vetenskapliga skrift 1935, "Melville and the Missionaries." Han skrev uppsatser om den amerikanska renässansen, inbördeskriget, och om amerikanska progressiva författare. Hans sista verk var en självbiografi, The Americanist (2007). Han redigerade de dagböcker som den amerikanske poeten Arthur Crew Inman (1895–1963) hade skrivit: 17 miljoner ord från 1919 till 1963. Han skrev ett antal artiklar för The New York Review of Books.

### Undervisning
Aaron undervisade vid Smith College under tre decennier och vid Harvard 1971-1983. Han var Victor S. Thomas Professor of English and American Literature Emeritus vid Harvard. Hans son, Jonathan Aaron, är en erkänd poet som har doktorerat vid Yale University och undervisar i  författande vid Emerson College i Boston.

### Utgivning
1979 hjälpte han till att grunda Library of America, där han var ordförande till 1985, och senare som styrelsemedlem.

## Erkännande
Aaron valdes in som medlem i American Academy of Arts and Sciences 1973 och i American Academy of Arts and Letters 1977.
He tilldelades hederstiteln Doctor of Letters av Harvard University 2007.
År 2010 fick han medaljen National Humanities Medal, vars citat lyder: 
Daniel Aaron: Literary scholar for his contributions to American literature and culture. As the founding president of the Library of America, he helped preserve our nation’s heritage by publishing America’s most significant writing in authoritative editions.

## Valda verk

### Författarskap
- Commonplace Book-1934-2012 (Pressed Wafer 2015)[4]
- Scrap Book (Pressed Wafer 2014)
- The Americanist (2007).[18]
- American Notes: Selected Essays (1994).[19]
- Cincinnati, Queen City of the West: 1819-1838 (1992)[19]
- The Unwritten War: American Writers and the Civil War (1973)[19]
- America in Crisis: Fourteen Crucial Episodes in American History (1971)[19]
- Writers on the Left: Episodes in American Literary Communism (1961,[20] 1974 and 1992[19])
- Men of Good Hope (1951)[4]

### Redigering
- Arthur Crew Inman, From a Darkened Room: The Inman Diary, red. Daniel Aaron (Cambridge, MA: Harvard University Press, 1996)
- Arthur Crew Inman, The Inman Diary: A Public and Private Confession (Cambridge, MA: Harvard University Press, 1985)
- Paul Elmer More, Shelburne Essays on American Literature, red. Daniel Aaron (New York: Harcourt, Brace & World, 1963)